# Talp de musell estrellat

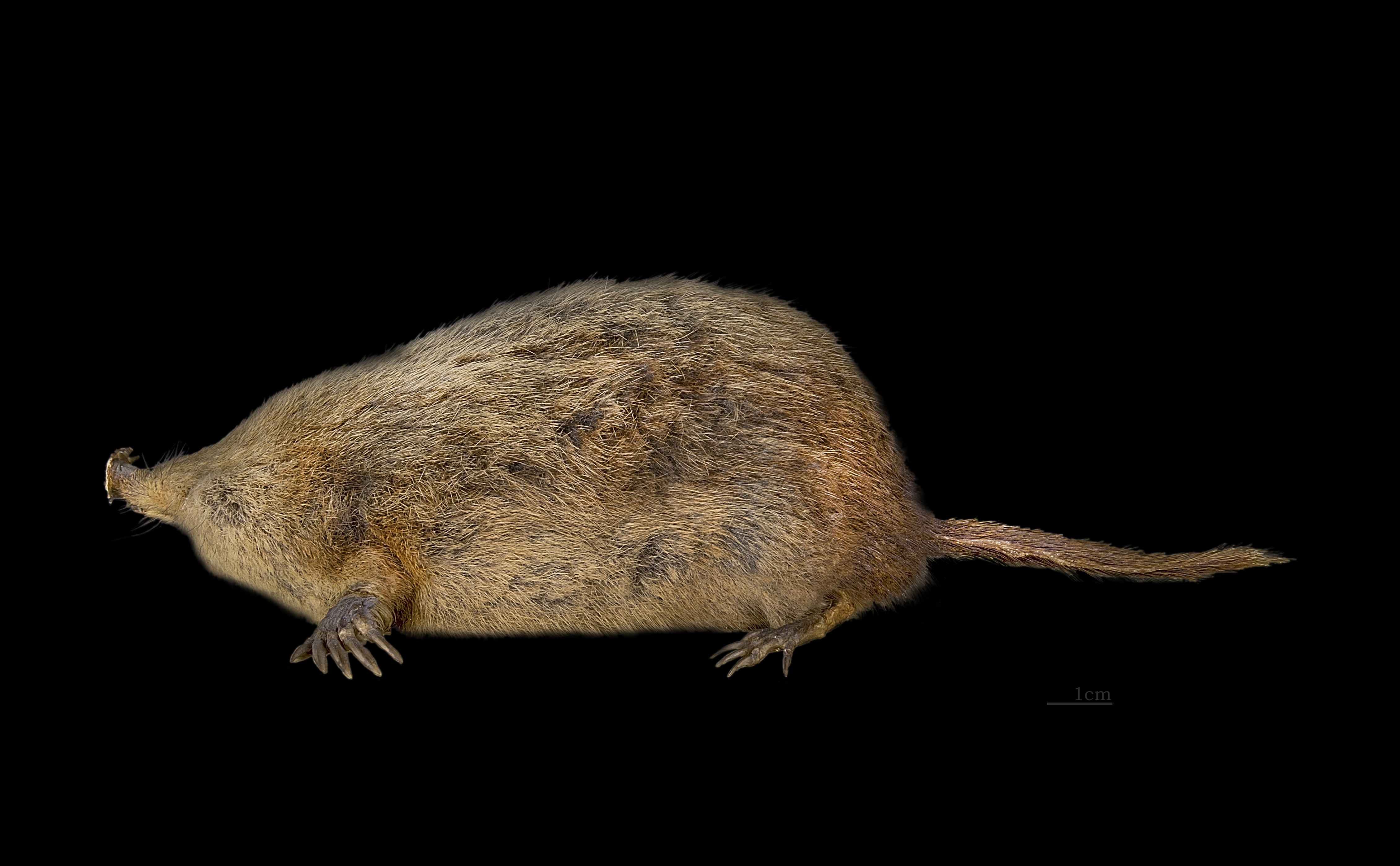
Condylura cristata

El talp de musell estrellat (Condylura cristata) és un petit talp que es distribuïx per Nord-amèrica, especialment a la costa nord-est dels Estats Units. És l'únic representant de la tribu Condylurini i del gènere Condylura.
Es tracta d'un animal l'hàbitat del qual són les terres baixes humides, que s'alimenta de petits invertebrats, insectes aquàtics, cucs i mol·luscs. És un bon nedador, i pot dispersar-se pels cursos d'aigua àdhuc en contra del corrent. Com altres talps, pot excavar túnels subterranis; és comú que una de les entrades d'aquests sigui subaquàtic. Se'l considera l'animal més ràpid que existeix sota terra: en sòls tous pot arribar a fer 50 metres en menys d'una hora. El seu patró d'activitat és diürn, amb una letargia hivernal, època en la qual pot perforar la neu i cursos d'aigua semi-congelats per a escapar de les inclemències del temps. No es coneix massa sobre l'etologia de l'espècie, però se sospita que es tracta d'un animal colonial.
Quant a la morfologia, els adults amiden de 15 a 20 cm de longitud, pesen 55 g, i posseïxen 44 dents. El caràcter distintiu del grup és la presència de 22 tentacles rosats, mòbils i flexibles al final del musell. Aquestes prolongacions posseïxen una gran sensibilitat tàctil: tant en la foscor com fora d'ella són essencials en la captura de cucs, insectes i crustacis.
El període de reproducció és a l'hivern, arribant a vegades a la primavera primerenca: la femella pareix una ventrada de 4 o 5 cries al final de la primavera o inici de l'estiu.
Els seus depredadors són les aus rapinyaires nocturnes, com Bubo virginianus, i diürnes, com Buteo jamaicensis, a més de les mofetes i els mustèlids.

## Nas
Els tentacles nasals, de naturalesa sensitiva, estan recoberts de receptors coneguts com a òrgans d'Eimer. El 1871, foren descrits per primera vegada pel zoòleg alemany Theodor Eimer basant-se en el talp europeu. La possessió d'aquesta estructura sensitiva és comuna en els talps, encara que el de musell estrellat és el que els posseïx en major nombre. A causa del fet que l'animal és cec, se sospita que empra el nas per a detectar l'activitat elèctrica dels animals de presa, si bé no existeix una evidència empírica consistent per aquesta asseveració. Sembla que la dentadura i la modificació nasal de l'espècie és una adaptació per a capturar preses extraordinàriament petites. Un article a Nature, una revista científica de prestigi, indica que aquest animal és un dels que més veloçment ingereixen les seves preses, amb un retard de tan sols 120 mil·lisegons entre cada presa viva deglutida. El seu encèfal decideix en tan sols 8 ms si la presa és comestible o no ho és: aquest temps frega la velocitat màxima de transmissió neuronal de l'impuls nerviós.
La roseta de tentacles nasals és, per tant, un òrgan sensorial que supleix els altres sentits en l'hàbitat subterrani i aquàtic de l'animal: a manera dels dits de la mà, la seva precisió i sensibilitat són màximes.